# María Fátima Báñez García
María Fátima Báñez García (San Juan del Puerto, 6 januari 1967), beter bekend als Fátima Bañez, is een Spaans politica van de conservatieve Partido Popular en huidig minister van Werkgelegenheid en Sociale Zaken van Spanje. 
Báñez heeft rechtsgeleerdheid, economische wetenschappen en bedrijfskunde gestudeerd aan de Pauselijke Universiteit Comillas in Madrid. Ze is in 2000 verkozen in het Congres van Afgevaardigden en was volksvertegenwoordiger in legislaturen VII, VIII, IX, X, XI en XII. 
Sinds 2010 is zij bovendien minister van werkgelegenheid en sociale zaken, tijdens de eerste en de tweede regering van premier Mariano Rajoy. Op het moment dat zij deze portefeuille aanvaardde, was de werkeloosheid de voornaamste bezorgdheid van de Spanjaarden. Die lag toen op 22,85%, en de jeugdwerkeloosheid op 48,6%. Op 10 februari 2012 presenteerde de regering van Rajoy zijn hervorming van de arbeidswetgeving, die op veel verzet stuitte. 
Van augustus tot november 2016 was Báñez tijdelijk minister van volksgezondheid.
- Système universitaire de documentation: 193944626
- Virtual International Authority File: 172146822249307381490